# Musandam

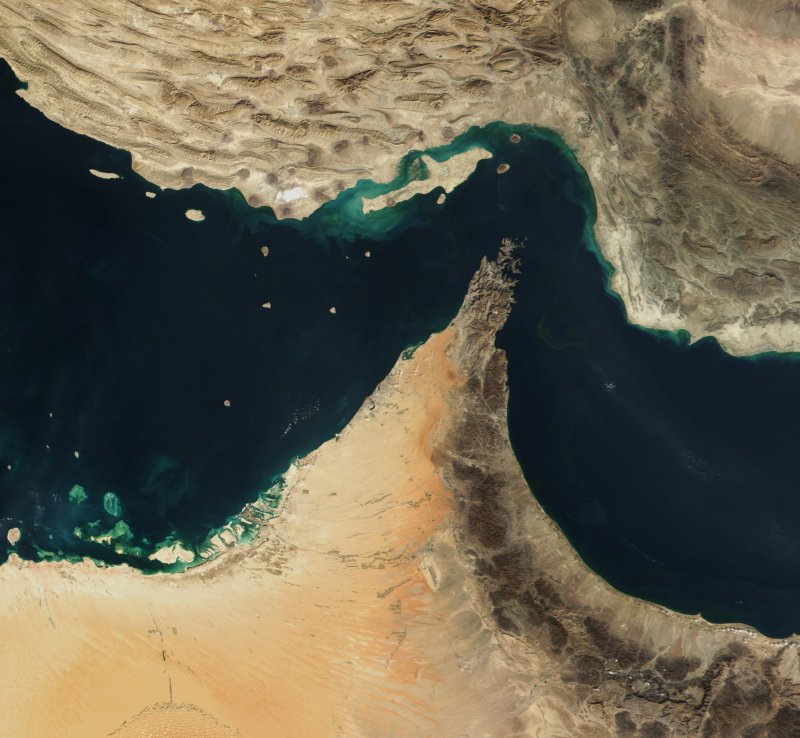
Musandamhalvön och Hormuzsundet.

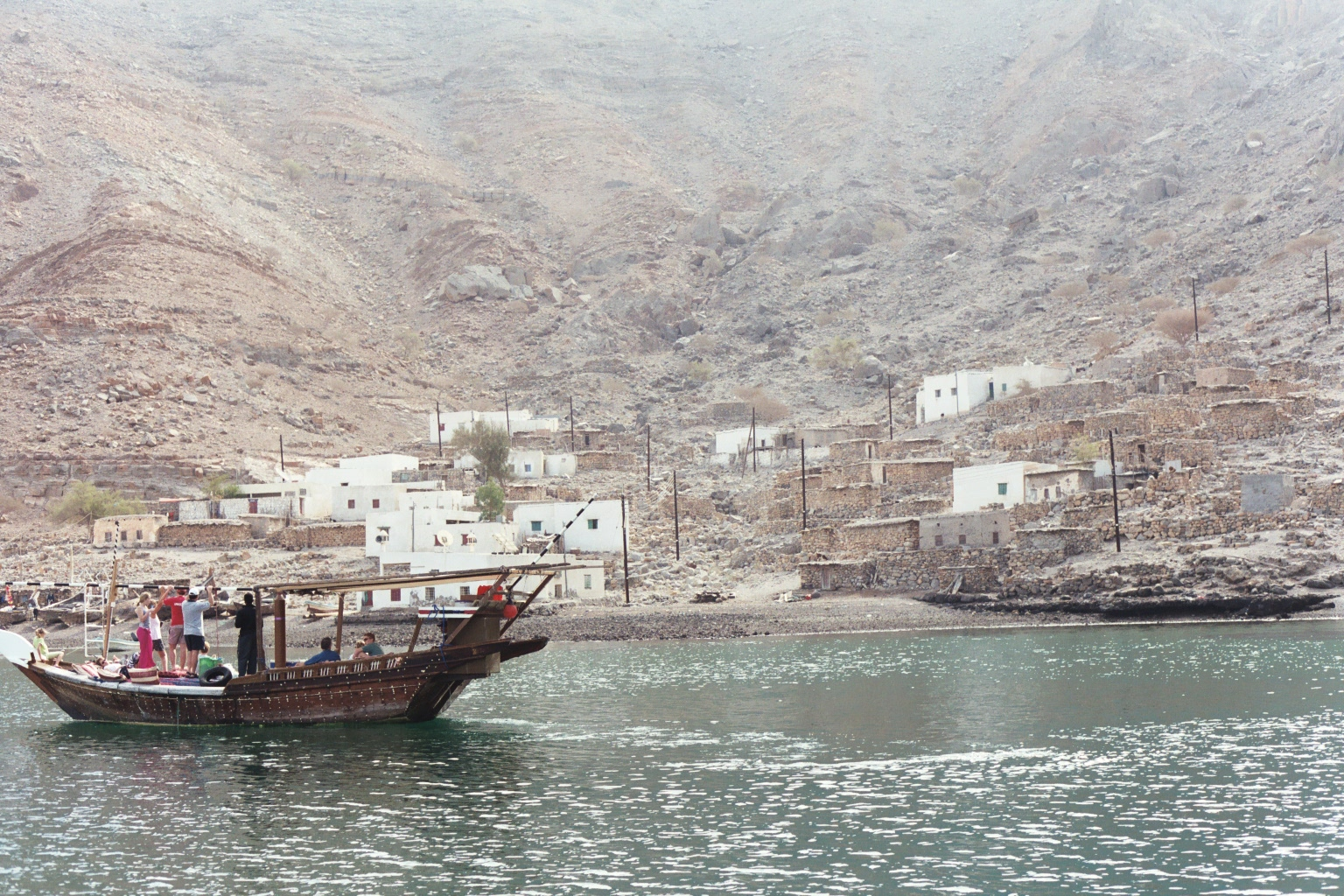
Byn Bukha

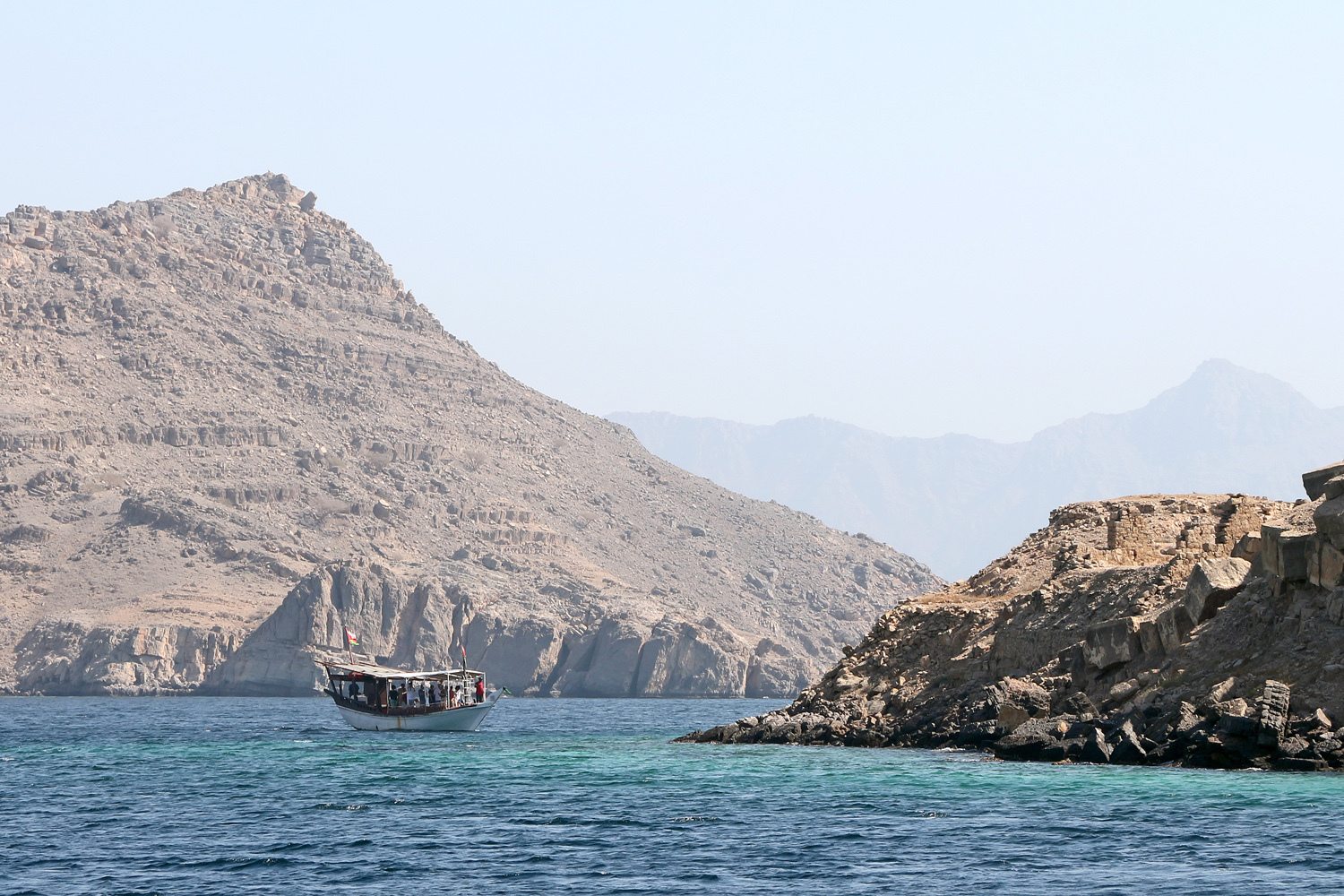
Dhow vid Khasab

Musandam (arabiska: مسندم) är en udde eller halvö i Hormuzsundet på Arabiska halvöns nordöstra kust. Den skiljer Persiska viken i väst från Omanbukten i öst. 
Den norra, yttersta delen tillhör Oman och utgör större delen av provinsen Musandam. Den avgränsas av Förenade arabemiraten i söder, och utgör alltså en omansk exklav. Till provinsen Musandam hör också exklaven Madha längre söderut.
Musandam är bergigt, och den högsta punkten är Jabal al-Harim (2 087 meter över havet) i Hajarbergen. Området är sparsamt bebott och inte särskilt utvecklat. Det har på grund av de många fjordarna i landskapet kallats Arabiens Norge.